# Гипноскоп

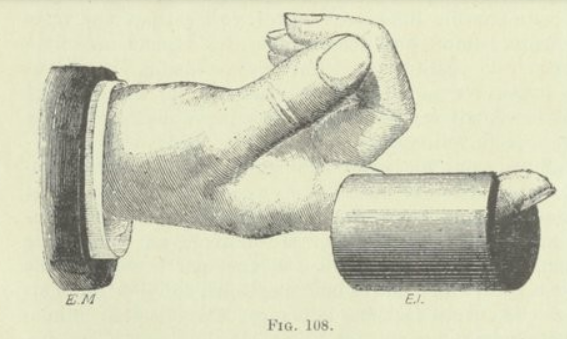
Гипноскоп цилиндрической формы

Гипноскоп — устройство, при помощи которого предполагалось определить внушаемость и гипнабельность пациента.

## История
В конце XIX века научное сообщество исследовало возможности гипноза, и в ходе клинических исследований и врачебной практики выяснилось, что некоторые пациенты были предрасположены к гипнозу и легко внушаемы, в то время как иные не шли на контакт с гипнотизером.

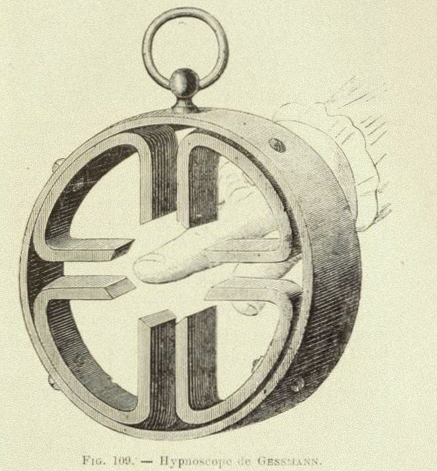
Гипноскоп Гессмана

Для того, чтобы выяснить предрасположенность человека к гипнозу, некоторые ученые предполагали использовать гипноскопы. Это устройство представляло собой намагниченный цилиндр или магниты, расположенные по кругу. Пациент должен был вставить палец внутрь цилиндра или в отверстие между магнитами, а затем сообщить о своих ощущениях. Если он чувствовал головокружение или же его состояние резко менялось, то считалось, что пациент предрасположен к гипнозу и легко внушаем. Эта методика родилась из представления о том, что внушаемость объясняется животным магнетизмом гипнотизера, следовательно, человек, который будет чувствителен к влиянию магнитного поля, так же будет легко внушаемым.
Такие ученые, как Гессман и Юлиан Охорович были энтузиастами применения гипноскопа. Однако их уверения в том, что этот инструмент давал потрясающие результаты для диагностики пациентов, встречали немало скептиков. Фрэнк Подмор (Frank Podmore) утверждал, что результаты исследований были обусловлены только энтузиазмом изобретателей.